# Stictolampra castanea
Stictolampra castanea är en kackerlacksart som först beskrevs av Hanitsch 1936.  Stictolampra castanea ingår i släktet Stictolampra och familjen jättekackerlackor. Inga underarter finns listade i Catalogue of Life.